# ریواردشیر (شهر باستانی)
ریواردشیر یا ری شهر از شهرهایی است که توسط اردشیر بابکان بنا گردید. این شهر یکی از مهمترین مراکز علمی و ادبی محسوب می‌شد.شهر باستانی ریو اردشیر یا ری شهر نیز در حوالی هندیجان وجود داشته که رونق آن تا عصر سلجوقی تداوم و در آنجا کارگاه کشتی‌سازی وجود داشته‌است. در دوران باستان در سواحل خلیج‌فارس گمرگ خانه‌هایی تأسیس شده بود که از کالاهای وارداتی و صادراتی ده درصد ارزش آن‌ها عوارض گمرکی یا به زبان آن زمان «باژ» می‌گرفتند.
از این رو مرکز اخذ عوارض گمرکی به «باژبان» و سپس به «باسیان» و «باجیان» خوانده شدند. آثاری بندری به همین نام در نزدیکی هندیجان وجود دارد که سفال‌های به دست آمده از آنجا رونق آن را به دوران اشکانی بازمی‌گرداند. تا چندی پیش آثار بنای یک پادگانی ساسانیان نیز در منطقه هندیجان وجود داشت.